# Slash ft. Myles Kennedy & The Conspirators

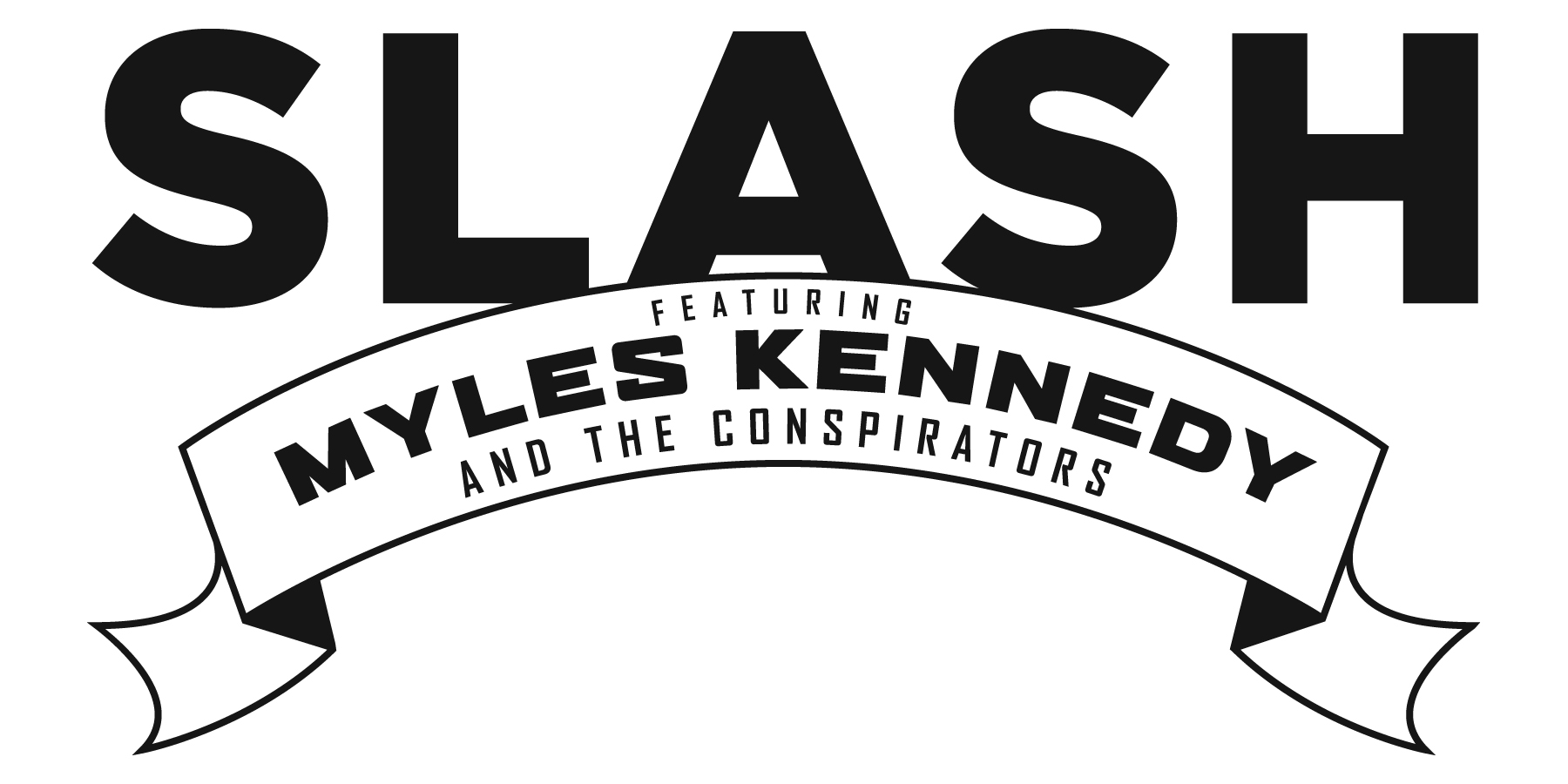
Slash ft. Myles Kennedy & The Conspirators

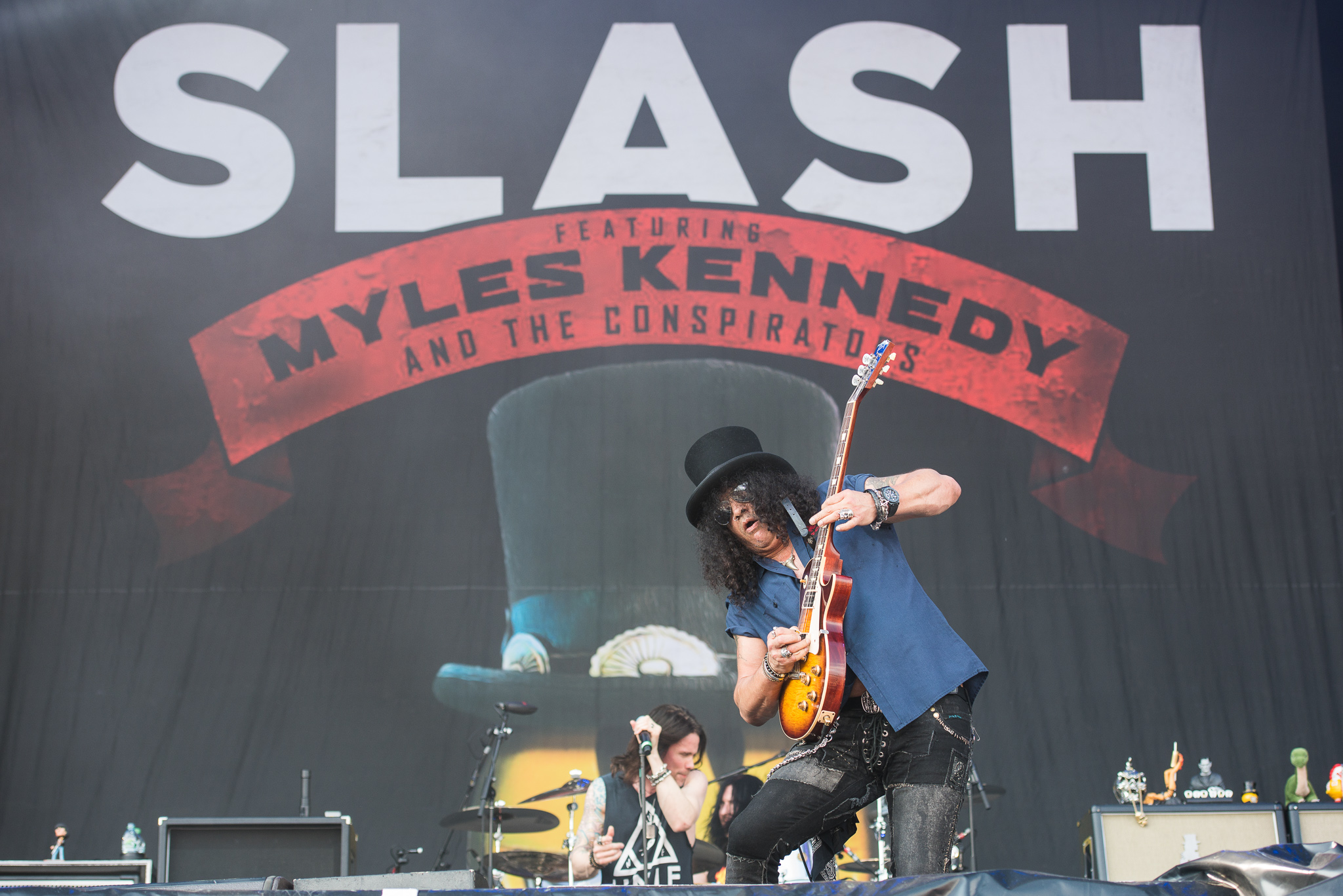
Slash em show com a banda Slash ft. Myles Kennedy & The Conspirators

Slash ft. Myles Kennedy & The Conspirators é um supergrupo de hard rock formado pelo guitarrista do Guns N' Roses e Velvet Revolver Slash, pelo vocalista do Alter Bridge Myles Kennedy, pelo baixista Todd Kerns, guitarra base Frank Sidoris e o baterista Brent Fitz. 

## História
Após o fim do Velvet Revolver, Slash assinou um contrato para fazer uma carreira solo. Sua carreira começou em 2010, com o lançamento do álbum Slash, o qual teve participação de vários músicos como Chris Cornell, Adam Levine, Lemmy, Dave Grohl, Iggy Pop, Ozzy Osbourne entre outros. Duas das faixas do álbum foram gravadas com a presença de Myles nos vocais, o que ajudou Slash a escolhê-lo para sua banda.

### Formação
Após o lançamento do álbum, Slash anunciou que entraria em turnê. De inicio a banda era formada por: Slash (guitarra solo), Myles Kennedy (vocais), Bobby Schneck (guitarra rítmica), Henning Dave (baixo), e Brent Fitz (bateria). Alguns dias depois, Slash anunciou via Twitter que Todd Kerns entraria no lugar de Henning no baixo.  

### Apocalyptic Love(2012)
Em junho de 2011, quando o grupo ainda estava na turnê de seu primeiro álbum, Slash anunciou que já estava trabalhando no seu segundo álbum de estúdio, e que diferente do primeiro, que teve a presença de vários outros artistas, o novo álbum teria apenas a presença de Myles Kennedy nos vocais. Myles também o ajudou na composição das músicas. A banda também continuaria a mesma, com Todd Kerns e Brent Fitz. 
Apocalyptic Love foi o primeiro álbum que reconheceu "Slash ft. Myles Kennedy & The Conspirators" como artista criador. Ainda em 2011, três músicas do álbum foram gravadas.

### World on Fire(2014)
O terceiro álbum do grupo, World on Fire, foi lançado em 16 de setembro de 2014, com a mesma formação de Apocalyptic Love.

### Living The Dream (2018)
O quarto álbum do grupo, Living The Dream, foi lançado em 21 de setembro de 2018, com a mesma formação de World on Fire.

## Integrantes
- Slash - guitarra solo
- Myles Kennedy - vocais
- Todd Kerns - baixo e backing vocals
- Brent Fitz - Bateria e percussão
- Frank Sidoris - Guitarra rítmica e backing vocals

## Discografia
1. Slash (2010)
2. Apocalyptic Love (2012)
3. World on Fire (2014)
4. Living in the Dream (2018)